# Forrest Lucas

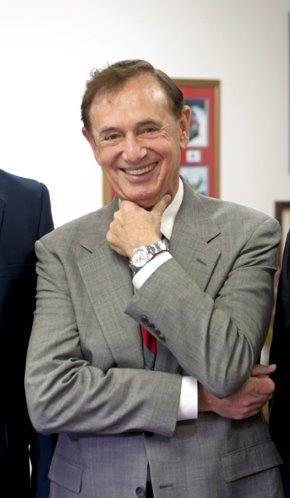
Lucas in 2011

Forrest Lucas (Ramsey (Indiana), februari 1942) is een Amerikaans zakenman en de oprichter van Lucas Oil.

## Jeugd en opleiding
Forrest Lucas werd geboren als oudste zoon in het gezin met vier kinderen van Raymond en Marie Lucas. Hij groeide op hun boerderij in Elkinsville op, waar hij en zijn drie zussen leefden in "landelijke armoede". Zijn opleiding beperkte zich tot de middelbare school.

## Carrière
Lucas kocht zijn eerste truck op 19-jarige leeftijd, en twee jaar later zijn eerste oplegger. Hij ging aan de slag bij het verhuisbedrijf Mayflower Movers. Hij bouwde een vloot van 13-14 trucks op, en werd tussenpersoon in de transporthandel. Na de deregulatie van transport in 1980, was hij de eerste die een volledige vergunning verkreeg om vracht af te leveren in alle 48 staten. In 1988 richtte hij, samen met zijn vrouw Charlotte, Lucas Oil op, met Californië als thuisbasis. Dit bedrijf verkoopt brandstof en olie-additieven, een branche waar hij inrolde vanuit zijn ervaring in de transport.

## Protect the Harvest
Lucas was een oprichter van Protect the Harvest, een non-profit die zich tegen de "radicale dierenrechtenbeweging" keerde, en in het bijzonder de Humane Society of the United States, die door Protect the Harvest werd neergezet als een "wealthy and successful attack group" (rijke en succesvolle aanvalsgroep).

## Politiek
Forrest Lucas is een zelfverklaard republikein en doneerde samen met zijn vrouw regelmatig aan de partij, waaronder meer dan $50.000 aan de campagnes van de conservatieve republikein Mike Pence voor het gouverneurschap van de staat Indiana. Hij diende in de aanloop naar de presidentsverkiezingen van 2016 in de adviescommissie van Donald Trump op het gebied van landbouw. Na de winst van Trump en zijn vicepresidentskandidaat Mike Pence in 2016, werd Lucas genoemd als kandidaat voor de positie van Interior Secretary (Minister van Binnenlandse Zaken), ook al liet hij zich in 2015 nog lauwtjes uit over een mogelijk presidentschap van Trump. Uiteindelijk werd hij niet genomineerd.

## Persoonlijk
Nog terwijl hij op de middelbare school zat, trouwde hij met Sharon Deloris Mills, met wie hij vijf kinderen kreeg en van wie hij in 1969 scheidde. In 1982 trouwde hij met Charlotte Lucas, adopteerde hij haar zoon en later zouden ze samen nog een zoon krijgen, wat de totale grootte van het gezin op zeven kinderen bracht.